# Mehmet Öz
Mehmet Cengiz Öz, nascut l'11 de juny de 1960, més ben conegut com a Dr. Oz, és un turc-americà cirurgià cardiotoràcic i professor a Universitat de Colúmbia, promotor de pseudociència, autor i personalitat televisiva.
Dr. Oz va guanyar notorietat amb aparicions en The Oprah Winfrey Show des del 2004, i més tard en Larry King Live i altres programes de televisió. All2009, The Dr. Oz Show, un programa televisiu diari que es enfoca en assumptes mèdics i salut personal, va ser llançat per Harpo Productions de Winfrey i Sony Pictures.
Suporta la medicina natural i ha estat criticat per metges, oficials de govern i publicacions, incloent Popular Science i The New Yorker, per donar consell no científic. Ha estat demandat pel Subcomitè de Protecció al Consumidor dels Estats Units el 2014.